# Birger Brinck
Karl Birger Edvard  Brinck, född 22 oktober 1901 i Avesta, död 6 maj 1937 i Lakehurst i New Jersey i USA, var en svensk journalist, med pseudonymen Beson.
'Birger Brinck var son till brukskamrer Erik Adolf Eriksson och Therese Brinck. Han studerade konst på Der Sturm i Berlin i Tyskland 1921–1922. Han blev nattredaktör på Sörmlandsposten 1923 och var redaktionssekreterare på Västerviks-Tidningen från 1924. Han arbetade från 1931 på Svenska Dagbladet, Stockholms-Tidningen och Stockholms Dagblad i Stockholm och blev bland annat Stockholms-Tidningens och Sveriges första flygande reporter. Tidningen köpte 1931 en ASJA L1 Viking som reportageflygplan.
Han var från 1931 gift med Märta Råbock.
'Birger Brinck omkom på luftskeppet Hindenburg i Hindenburgkatastrofen i New Jersey 1937.